# Dreieck Werder
Dreieck Werder  is een knooppunt in de Duitse deelstaat Brandenburg.
Hier sluit de A2 vanuit Hannover aan op de A10, de Berliner Autobahnring.

## Naamgeving
Het knooppunt is genoemd naar de stad Werder, die ten noordoosten van het knooppunt ligt.

## Geografie
Het knooppunt ligt in de gemeente Kloster Lehnin in het Landkreis Potsdam-Mittelmark. Nabijgelegen steden en dorpen zijn Groß Kreutz, Beelitz en Werder. Het knooppunt ligt ongeveer 45 km ten zuidwestenen van het centrum van Berlijn, ongeveer 20 km ten zuidwesten van Potsdam en ongeveer 85 km ten oosten van Maagdenburg.
Het knooppunt ligt vlak bij de afwaterringsbekkens van de Naturgebieden Nuthe-Nieplitz en Hoher Fläming.

## Geschiedenis
De A10 richting het noorden en de A 2 werden reeds in 1936 vrijgegeven voor het verkeer, de A 10 in richting het zuidoosten ging in 1937 open voor het verkeer.
Het knooppunt was toentertijd een trompetknooppunt, waarvan men de vorm nog steeds in het landschap terug kan vinden. Na de reconstructie die tussen 1996 en 1999 heeft plaatsgevonden is het een half sterknooppunt geworden.

## Historisch namen
Gedurende de DDR-periode had het knooppunt de volgende namen: Abzweig Magdeburg omdat het een onderdeel was van de transitroute tussen West-Berlijn en de grensovergang Helmstedt/Marienborn. In de jaren 50 van de 20e eeuw heette het knooppunt Brandenburger Abzweig.

## Configuratie
Rijstrook
Nabij het knooppunt hebben zowel de A 2 als de A 10 richting Dreieck Potsdam 2x3 rijstroken. De A 10 richting het noorden, Dreieck Havelland heeft 2x2 rijstroken. Alle verbindingswegen hebben één rijstrook.
Knooppunt
Het knooppunt is een half-sterknooppunt.
Opmerkelijk genoeg loopt de, vanuit het westen komende, A 2 hier naadloos over in de A10 richting het zuidoosten, waardoor de A10-west de aansluitende relatie vormt.
De contouren van het oude knooppunt zijn nog duidelijk zichtbaar in het landschap.

## Verkeersintensiteiten
Dagelijks passeren ongeveer 72.000 voertuigen het knooppunt.
|+Handmatige verkeerstelling van 2010.
| Van               | Naar                  | Gemiddeld aantal voertuigen per dag | Percentage vrachtverkeer |
| ----------------- | --------------------- | ----------------------------------- | ------------------------ |
| AS Lehnin (A 2)   | AD Werder             | 53.600                              | 24,2 %                   |
| AS Glindow (A 10) | AD Werder             | 63.500                              | 23,2 %                   |
| AD Werder         | AS Groß Kreutz (A 10) | 27.900                              | 19,7 %                   |

## Richtingen knooppunt
| Aansluitende wegen              | Aansluitende wegen | Aansluitende wegen          | Aansluitende wegen | Aansluitende wegen                           |
| ------------------------------- | ------------------ | --------------------------- | ------------------ | -------------------------------------------- |
|                                 |                    | richting Prenzlau / Hamburg |                    |                                              |
|                                 |                    |                             |                    |                                              |
| richting Maagdenburg / Hannover |                    |                             |                    |                                              |
|                                 |                    |                             |                    |                                              |
|                                 |                    |                             |                    | richting Berlijn-Centrum Leipzig / Frankfurt |